# Antigénidas de Tebas
Antigénidas de Tebas, fue un célebre músico de la Grecia clásica que ejecutaba el aulos. Hijo del dios Dioniso (o de Sátiro), vivió en los tiempos de Alejandro Magno, siglo IV a. C. Sus dos hijas, Melo y Sátira, continuaron la profesión de su padre, esto está mencionado en el epigrama de la Antología griega.